# Антея
Антея (древнегреческий: Ἀνταία) — в греческой мифологии один из эпитетов богинь Деметры, Реи и Кибелы. Смысл его неясен (возможно, слово из догреческой религии), но вероятно, означает богиню, к которой человек может обратиться в молитвах Ещё одна попытка объяснения — от греческого слова «анти», якобы в связи с неприязнью Кибелы к тельхинам.
Также Антея — второе имя Сфенебеи, жены царя Прета.